# إديث فان بيرن
إديث فـان بيرن (بالإنجليزية: Edith Van Buren)‏ هي مستكشفة أمريكية، ولدت في 1858، وتوفيت في 1914.